# Pont-du-Casse
Pont-du-Casse es una población y comuna francesa, en la región de Aquitania, departamento de Lot y Garona, en el distrito de Agen y cantón de Agen-Nord-Est.

## Demografía
| 802 | 1798 | 2405 | 3485 | 4479 | 4259 |
| Para los censos de 1962 a 1999 la población legal corresponde a la población sin duplicidades (Fuente: INSEE [Consultar]) |      |      |      |      |      |